# 14701 Aizu
14701 Aizu è un asteroide della fascia principale. Scoperto nel 2000, presenta un'orbita caratterizzata da un semiasse maggiore pari a 2,7363782 au e da un'eccentricità di 0,1900034, inclinata di 13,10862° rispetto all'eclittica.
L'asteroide è dedicato all'omonima regione del Giappone.